# 黄湖镇
黄湖镇，中国浙江省杭州市余杭区下辖的一个镇。全镇总面积58.55平方公里，总人口1.3万人。

## 辖区
黄湖镇辖有：
- 社区(1)：吴四坊社区；
- 行政村(5)：赐壁村、虎山村、清波村、王位山村、青山村。